# Temple Abady
Temple Abady auch H. Temple Abady (* 13. Juni 1903 in Hampstead, London als Harold Temple Abady; † 1. Dezember 1970 in Worthing, Sussex) war ein britischer Komponist. Er schuf einige musikalische Werke für das britische Kino der 1940er und 1950er Jahre, darunter Kompositionen für Filme wie Die Schwindlerin, Miranda, An der Straßenecke oder Morgen wirst Du mich töten.

## Leben und Werk
Harold Temple Abady wurde 1903 im Londoner Stadtteil Hampstead geboren. Er besuchte in Oxford das Christ Church College. In den 1920er und 1930er Jahren komponierte Temple Abady hauptsächlich Bühnenmusik und Musik für Konzertwerke. Ab 1947 schrieb Temple Abady dann auch Filmmusik, zuerst für die beiden Kurzdokumentarfilme The Three A's: A County Modern School und Along the Line. Noch im gleichen Jahr gab er dann mit der Komposition für Jack Lees Drama Die Schwindlerin mit Ursula Jeans, Jean Simmons und Cecil Parker sein Kinofilmdebüt.
Ende der 1940er Jahre arbeitete er für Regisseure wie Bernard Knowles, Ken Annakin, Douglas Peirce, Derek N. Twist und Thornton Freeland. Zu Beginn der 1950er Jahre entstanden weitere Filmkompositionen für die Filmemacher Anthony Squire, Francis Searle, John Guillermin, Charles Saunders und Frank Launder.
1953 schrieb er für die Regisseurin Muriel Box den Score zum Kriminalfilm An der Straßenecke mit Anne Crawford, Peggy Cummins und Rosamund John in den Hauptrollen. Im gleichen Jahr entstanden noch zwei weitere Scores für eine Komödie von C. M. Pennington-Richards und ein Drama für Francis Searle. Für den Kriminalfilm Morgen wirst Du mich töten von Regisseur Terence Fisher in der Besetzung Pat O’Brien, Lois Maxwell und George Coulouris entstand im Jahr 1957 seine letzte Komposition für das britische Kino.
Temple Abady starb am 1. Dezember 1970 67-jährig in Worthing in der Grafschaft Sussex. Er war mit der englischen Kostümbildnerin Anna Duse (* 21. Juli 1908) verheiratet.

## Werke (Auswahl)

### Bühnenmusiken und Musiken zu Rundfunkproduktionen
- 1926: Heinrich IV., Teil 2 für eine Aufführung der O.U.D.S. Oxford University Dramatic Society. Die erste Aufführung fand am 9. Februar 1926 in Oxford statt.[1]
- 1927: The Tempest für eine Aufführung der O.U.D.S.[5]
- 1930: Max Beerbohm: Savoranola Brown für eine Produktion am Haymarket Theatre. Die erste Aufführung fand am 23. Februar 1930 statt.[6][7]
- 1931: Mary Dunn: Weather or No, Revue, wurde am 7. Dezember 1931 um 20.00 Uhr von den drei Sendern Daventry, London und Northern vom britischen Rundfunk gesendet[8]
- 1932: William Hubbard: Leap Year, musical fantasy, wurde am 29. Februar 1932 um 20.00 Uhr von der BBC gesendet.
- 1933: John Macdonell: Good Evening!, wurde am 6. November 1933 um 20.00 Uhr vom britischen Sender National gesendet[9][10]
- 1934: Jaques (Jack) Abady: What the Fairies know, wurde am 23. Juni 1934 vom Sender National gesendet[11]
- 1938: Stafford Byrne und Mary Dunn: Spring’s in the air. Musik gemeinsam mit Wainwright Morgan. Aufgeführt im Chanticleer Theatre in der Clairville Street in London[12]
- 1938: Stafford Byrne und Mary Dunn: 8.45 and all that. Musik gemeinsam mit Wainwright Morgan.[13]
- 1960: Robert Tanitch: Comedy of Love wurde zwischen dem 8. und 13. Februar im Belgrade Theatre in Coventry aufgeführt.[14][15]
- 1961: Richard Easton: „Finders Keepers“ or „Stars on Frosty Morning“. Farce. Aufgeführt im The Arts Theatre Club in London[16]

### Filmmusiken zu Spielfilmen
- 1947: Die Schwindlerin (The Woman in the Hall)
- 1948: Toto-Glück (Easy Money)
- 1948: Miranda
- 1948: Love in Waiting
- 1949: All Over the Town
- 1949: Dear Mr. Prohack
- 1951: Files from Scotland Yard
- 1952: Never Look Back
- 1952: Miss Robin Hood
- 1953: Love in Pawn
- 1953: Folly to Be Wise
- 1953: An der Straßenecke (Street Corner)
- 1953: The Oracle
- 1953: Wheel of Fate
- 1957: Morgen wirst Du mich töten (Kill Me Tomorrow)

### Filmmusiken zu Kurzfilmen und Dokumentarfilmen
- 1946: The Railwaymen (Werbefilm für den Beruf des Eisenbahners)[17]
- 1947: The Three A's: A County Modern School (Kurzdokumentarfilm)
- 1947: The Balance (Kurzfilm)
- 1947: Along the Line (Kurzdokumentarfilm)
- 1948: Trial by Weather (Kurzdokumentarfilm)
- 1948: Health in Our Time (Kurzfilm)
- 1950: A Family Affair (Kurzdokumentarfilm)
- 1951: Work in Progress (Kurzfilm)
- 1951: This Year-London (Dokumentarfilm)
- 1952: Away for the Day (Kurzfilm)

### Fernsehserien
- 1957: The Adventures of Clint and Mac (Fernsehserie, 1 Episode)

## Kompositionen
Die British Library und die National Library of Wales besitzen eine Reihe seiner Kompositionen.
- Songs of Treasure Island:. I. Summer day. II.. The penitent pirate. Text: L. G. Eady. Publiziert als H. Abady 1925 in London und New York bei Boosey & Co
- A Child's Song in Spring. Unisono Song. Text: E. Nesbit etc. Publiziert 1926 als H. Abady in London bei J. Curwen & Sons
- He broke his Heart in Clermont Town. Song. Text: Hilaire Belloc etc. Publiziert 1926 als H. Abady in London bei J. Curwen & Sons
- What about it. From Radio Extravaganza There's Magic in the Air. Publiziert 1932 als T. H. Abady
- Song of dreaming. Publiziert 1934 als T. Abady
- Wherever thee may go. Song, Text: Mary Dunn. Publiziert 1950 als H. Abady in London bei Schott and Co,
- The Hills of Argyll. Für Streichorchester mit Klavier, Flöte, Oboe, Klarinette und Fagott ad lib. Aus dem Film Work in Progress. Publiziert 1952 in London bei Schott and Co

## Einspielungen
- Twilight Reverie für Orchester, eingespielt mit dem London Promenade Orchestra unter der Leitung von Walter Collins auf der CD The Golden Age of Light Music: Musical Kaleidoscope, Vol. 3 erschienen bei Guild Light Music